# B4U Movies
B4U Movies est une chaîne de télévision privée indienne. Elle est disponible dans plus de cent pays étrangers : les États-Unis, le Royaume-Uni, l'Europe, le Moyen-Orient, l'Afrique, l'île Maurice, le Canada…
La chaîne diffuse des films de Bollywood classiques et contemporains.
Il existe 4 versions différentes de la chaîne disponibles au Royaume-Uni, en Amérique du Nord, au Moyen-Orient et en Asie du Sud. Chaque version de la chaîne produit une quantité de programmes locaux qui reflètent la culture et les goûts de la population locale de la diaspora indienne. L'un de ces programmes (uniquement diffusé sur la version sud-asiatique) est un concours de talents pour les jeunes acteurs, réalisateurs et scénaristes âgés de 7 à 15 ans et se termine avec les 4 finalistes du concours ayant leurs premiers films en avant-première sur la chaîne.

## Traduction
- (en) Cet article est partiellement ou en totalité issu de l’article de Wikipédia en anglais intitulé « B4U Movies » (voir la liste des auteurs).

1. ↑  (en) Daya Kishan Thussu, « The soft power of popular cinema – the case of India », Journal of Political Power, vol. 9, no 3,‎ 19 septembre 2016, p. 415-429 (lire en ligne)